# Tito Quinzio Cesernio Stazio Macedo
Tito Quinzio Cesernio Stazio Macedo (in latino: Titus Quintius Caesernius Statius Macedo; 50/55 circa – post 107) cavaliere romano del I-II secolo d.C. della gens Quintia.
La famiglia di Cesernio proveniva da Aquileia. Sua moglie era probabilmente Rutilia Prisca Sabiniana, la figlia di un pretore. La carriera di Cesernio è solo parzialmente nota. Negli anni attorno all'85-89 fu procurator Augusti in Pannonia, prendendo probabilmente parte alle campagne daciche di Domiziano. Nel 107 era procurator Augusti in Mauretania Caesariensis. I suoi figli, Tito Quinzio Cesernio Stazio Macedo Quinziano e Tito Quinzio Cesernio Stazio Staziano Memmio Macrino, entrarono nell'ordine senatorio diventando poi consoli suffecti negli anni 138 e 141.